# Find (SS501)
Find è un EP del gruppo musicale sudcoreano SS501, pubblicato il 24 luglio 2008 dalla DSP Media.

## Tracce
1. Neowa Sumswida (너와 숨쉬다)
2. Neon Naui Cheonguk (넌 나의 천국)
3. Find
4. Gomaptta (고맙다)
5. Neon Naui Cheonguk (Inst.) (넌 나의 천국)
6. Find (Inst.)
7. SaranghaeX5 (사랑해X5)
8. Gomaptta (Acoustic Ver.) (고맙다)